# 苄呋菊酯
苄呋菊酯（英語：resmethrin）是一种拟除虫菊酯杀虫剂，具有多种用途，包括控制成蚊种群。它是4种立体异构体的混合物，其中之一便是生物苄呋菊酯（(R,R)-异构体）。

## 制备
苄呋菊酯可以通过多步反应制备。以呋喃-3-羧酸为原料，与甲醇酯化得到甲酯。然后，在布兰克氏反应中，甲酯与多聚甲醛和氯化氢发生氯甲基化。接着，与苯和氯化铝在傅里德-克拉夫茨反应中得到苄基呋喃。随后用氢化铝锂将其还原为醇，最后与菊酰氯进行酯化反应。
一种替代生产方法是将苯乙腈与琥珀酸二乙酯反应。